# (400061) 2006 SK97
(400061) 2006 SK97 es un asteroide perteneciente al cinturón de asteroides, descubierto el 18 de septiembre de 2006 por el equipo del Spacewatch desde el Observatorio Nacional de Kitt Peak, Arizona, Estados Unidos.

## Designación y nombre
Designado provisionalmente como 2006 SK97.

## Características orbitales
2006 SK97 está situado a una distancia media del Sol de 2,723 ua, pudiendo alejarse hasta 3,055 ua y acercarse hasta 2,392 ua. Su excentricidad es 0,121 y la inclinación orbital 8,757 grados. Emplea 1641,80 días en completar una órbita alrededor del Sol.

## Características físicas
La magnitud absoluta de 2006 SK97 es 17,2.